# شهرداری توزی
شهرداری توزی (به لاتین: Tuzi Municipality) یک منطقهٔ مسکونی در مونته‌نگرو است. شهرداری توزی ۱۱٬۴۲۲ نفر جمعیت دارد.